# Grangettes
Grangettes é uma comuna da Suíça, no Cantão Friburgo, com cerca de 147 habitantes. Estende-se por uma área de 3,36 km², de densidade populacional de 44 hab/km². Confina com as seguintes comunas: Le Châtelard, Marsens, Massonnens, Sâles, Vuisternens-devant-Romont.
A língua oficial nesta comuna é o Francês.